# Reinhard Matissek
Reinhard Matissek (* 1952 in Bassum) ist ein deutscher Lebensmittelchemiker und Lebensmitteltechnologe, der seit 1990 Professor am Institut für Lebensmitteltechnologie und Lebensmittelchemie der Technischen Universität Berlin (TUB) ist.
Er war von 1989 bis 2019 Leiter des Lebensmittelchemischen Instituts (LCI) des Bundesverbands der Deutschen Süßwarenindustrie in Köln.

## Leben
Er begann seine Ausbildung zum Chemielaboranten in Bremen bei Werner Hofmann, studierte dann Lebensmitteltechnologie an der Technischen Fachhochschule Berlin und Lebensmittelchemie an der Technischen Universität Berlin. Matissek wurde 1978 an der Technischen Universität Berlin in Kooperation mit dem damaligen Bundesgesundheitsamt (BGA)  promoviert. Er habilitierte sich 1986 für das Fachgebiet Lebensmittelchemie.
1989 übernahm er die Leitung des Lebensmittelchemischen Instituts (LCI) des Bundesverbandes der Deutschen Süßwarenindustrie in Köln und wurde 1990 außerplanmäßiger Professor am Institut für Lebensmitteltechnologie und Lebensmittelchemie an der TU Berlin.
Matissek forscht vor allem in den Bereichen Lebensmittelsicherheit (Kontaminanten und Prozesskontaminanten, Minimierung bzw. Vermeidung von MOSH/MOAH-Einträgen in Lebensmittel, Minimierung von Acrylamid sowie MCPD- und Glycidylestern, Mykotoxinen in Lebensmitteln), Lebensmittelqualität (Kakaobutterreinheit, Kakaobestandteile, Marzipanreinheit, Lakritz/Süßholz) und Lebensmittelanalytik vornehmlich in den Bereichen Kakao, Süßwaren und Knabberartikel.
Reinhard Matissek ist Träger des Hans F. Dresel Memorial Awards der PMCA (International Association of Confectioners) und des Fincke-Preises für Wissenschaft und Technik des Bundesverbandes der Deutschen Süßwarenindustrie. 2025 wurde er mit der Joseph-König-Gedenkmünze ausgezeichnet.

## Mitgliedschaften
- Vorstandsmitglied der Lebensmittelchemischen Gesellschaft – Fachgruppe in der GDCh: 1990 bis 2005
- Mitglied der Senatskommission zur gesundheitlichen Bewertung von Lebensmitteln der Deutschen Forschungsgemeinschaft: 2001 bis 2010
- Mitglied der Kommission für Lebensmittelzusatzstoffe, Aromastoffe und Verarbeitungshilfsstoffe des Bundesinstituts für Risikobewertung: 2011 bis 2021
- Mitglied der Kommission für Kontaminanten, und andere gesundheitlich unerwünschte Stoffe in der Lebensmittelkette des Bundesinstituts für Risikobewertung: 2011 bis 2021
- Mitglied des Kuratoriums der Deutschen Gesellschaft für Ernährung: 1996 bis 2005
- Vorstandsmitglied der Stiftung der Deutschen Kakao- und Schokoladenwirtschaft: 1994 bis 2019
- Kuratoriumsmitglied des Fraunhofer-Instituts für Verpackung und Verfahrenstechnik: 1998 bis 2013
- Vorstandsmitglied des Instituts für Qualitätsförderung in der Süßwarenwirtschaft: 1999 bis 2019
- Mitglied des Organisationskomitees zum internationalen Symposium 'ChocoTec International' der Zentralfachschule der Deutschen Süßwarenwirtschaft: 1991 bis 2019
- Mitglied im Beirat zum internationalen Kongress 'Inter-Praline' der Zentralfachschule der Deutschen Süßwarenwirtschaft: 1991 bis 2019
- Mitglied im Wissenschaftlichen Ausschuss des Forschungskreises der Ernährungsindustrie: 1999 bis 2019
- Mitglied im Wissenschaftlichen Beirat des Bundes und Lebensmittelrecht und Lebensmittelkunde: 2005 bis 2019
- Mitglied in diversen Arbeitsgruppen und Komitees des europäischen Süßwarenverbandes: 1989 bis 2019
- Mitglied im Wissenschaftlichen Beirat der Zeitschrift Lebensmittelchemie: seit 1997
- Mitglied der American Chemical Society: seit 2003
- Mitglied in der Lebensmittelchemischen Gesellschaft LChG, Fachgruppe in der Gesellschaft Deutscher Chemiker: seit 1977

## Vorlesung
- Qualitätsmanagement/Qualitätssicherung in der Lebensmittelindustrie am Institut für Lebensmitteltechnologie und Lebensmittelchemie der Fakultät für Prozesswissenschaften an der Technischen Universität Berlin: 1994–2017
- Chemie, Technologie und Toxikologie der Bedarfsgegenstände und kosmetischen Mittel am Institut für Lebensmittelchemie der Johann Wolfgang Goethe-Universität Frankfurt am Main: 1983–1986
- Chemie, Technologie und Toxikologie der Bedarfsgegenstände und kosmetischen Mittel am Institut für Lebensmittelchemie der Technischen Universität Berlin: 1984–1994

## Werke
- mit Werner Baltes: Lebensmittelchemie. 8. Auflage. Springer-Spektrum Verlag, 2016, ISBN 978-3-662-47111-1
- mit Andreas Hahn: Lebensmittelchemie. 10. Auflage. Springer-Spektrum Verlag, Berlin 2023, ISBN 978-3-662-66924-2.
- mit Markus Fischer und Gabriele Steiner: Lebensmittelanalytik. 6. Auflage. Springer-Spektrum Verlag, 2018, ISBN  978-3-662-55721-1
- mit Reiner Wittkowski (Editors): High Performance Liquid Chromatography in Food Control and Research. Behr’s Verlag, 1992, ISBN 3-86022-029-2
- mit Reiner Wittkowski (Editors): Capillary Gas Chromatography in Food Control and Research. Behr’s Verlag, 1992, ISBN 3-86022-037-3
- Tenside in Shampoos, Schaumbadepräparaten und Seifen: Überblick und Datensammlung. Reimer Verlag, Berlin, 1979, ISBN 3-496-02052-0
- Beitrag zur Analytik von Shampoos, Schaumbadepräparaten und Seifen. Reimer Verlag, Berlin, 1980, ISBN 3-496-02053-9
- Herausgeber des RÖMPP Chemie-Lexikon des Thieme Verlages für den Bereich Lebensmittelchemie